# República del Congo
La República del Congo (sovint coneguda abans com a Congo Brazzaville, per diferenciar-la de la veïna República Democràtica del Congo, anteriorment anomenada Congo Kinshasa i Zaire) és un estat de l'Àfrica equatorial. Limita a l'oest amb el Gabon, al nord amb el Camerun i la República Centreafricana, a l'est i al sud amb la República Democràtica del Congo i al sud-oest amb l'enclavament angolès de Cabinda i amb el golf de Guinea. La capital n'és Brazzaville, seguida en importància pel port marítim de Pointe-Noire.
Una gran part del país està formada per la conca del riu Congo i el seu afluent Ubangui, que formen la frontera amb la República Democràtica del Congo.
La regió estava dominada per les tribus de parla bantú fa almenys 3.000 anys, que van construir enllaços comercials que conduïen a la conca del Riu Congo. El Congo era antigament part de la Colònia francesa de l'Àfrica equatorial. La República del Congo es va establir el 28 de novembre de 1958 i va obtenir la independència de França el 1960. Va ser un estat marxista-leninista de 1969 a 1992, sota el nom de República Popular del Congo. El país ha tingut eleccions multipartidistes des de 1992, però un govern escollit democràticament va ser destituït a la Guerra Civil de la República del Congo de 1997. El president Denis Sassou Nguesso, que va arribar al poder per primera vegada el 1979, va governar fins al 1992 i després de nou a partir del 1997.
El país és membre de la Unió Africana, les Nacions Unides, La Francofonia, la Comunitat Econòmica dels Estats de l'Àfrica Central i el Moviment dels països no alineats. S'ha convertit en el quart productor de petroli al golf de Guinea, proporcionant al país una certa prosperitat, inestabilitat política i econòmica en algunes zones i distribució desigual dels ingressos del petroli a tot el país. La seva economia depèn del sector petrolier, i el creixement econòmic s'ha alentit des de la la caiguda dels preus del petroli a partir del 2015. Amb una població de 5,2 milions d'habitants, el 88,5% del país practica el cristianisme.

## Etimologia
Rep el nom del Riu Congo el nom del qual deriva de Kongo, un regne dels bantú que va ocupar la seva desembocadura al voltant de l'època dels portuguesos que van arribar per primera vegada el 1483 o 1484. El nom del regne deriva de la seva gent, els Bakongo, un endònim que es diu que significa "caçadors" (Llengua congo: mukongo, nkongo).
Durant el període en què va ser colonitzat per França, es coneixia com a Congo Francès o Congo Mitjà. Per distingir-lo de la veïna República Democràtica del Congo, de vegades s'anomena Congo (Brazzaville) o Congo-Brazzaville. Brazzaville deriva del fundador de la colònia, Pierre Savorgnan de Brazzà, un noble italià el títol del qual es referia a la ciutat de Brazzacco, a la comuna de Moruzzo, el nom del qual deriva del llatí Brattius o Braccius, ambdós significant "braç".

## Història

### Els primers pobladors
Els primers habitants del que acabaria sent l'actual congo van ser els pigmeus mbuti. Més endavant hi van anar arribant diferents pobles bantus, durant la seva segona expansió, que també varen ocupar part de les actuals Angola, Gabon i la República Democràtica del Congo. Formaren així la base de les afinitats i rivalitats ètniques entre aquells estats. Diversos regnes bantus —en particular els kongo, loango i teke amb liki— uniren llaços comercials que dugueren a la conca del riu Congo.

### Colònia europea
Els primers contactes amb els europeus arribaren al segle xix i les relacions comercials s'establiren ràpidament amb els regnes, comerciant amb esclaus capturats a l'interior. L'àrea costanera fou una font principal per al comerç transatlàntic d'esclaus, i quan aquell comerç acabà a començaments del segle xix, sorgí el poder dels regnes.
Mentre va ser una colònia de França, formà part de l'Àfrica Equatorial Francesa, amb el nom de Congo Francès (per diferenciar-lo del Congo Belga, actual República Democràtica del Congo).

### Independència
El Congo proclamà la independència el 15 d'agost del 1960, i el seu primer president fou Fulbert Youlou. Youlou es va veure obligat a abandonar el govern el 1963, quan assumí el càrrec Alphonse Massamba-Délba, que el 1964 fundà el partit marxista adoptant una economia planificada, de base socialista. Entre les iniciatives que va plantejar hi havia un «Pla Quinquennal», que va portar el país a l'expansió de l'agricultura i la indústria.

### República Popular
Tot i això, la tensió entre el govern i els militars va augmentar, i el 1968, l'exèrcit va fer un cop d'estat, liderat per Marien Ngouabi, que va assumir el poder. Al desembre de 1969, el president va anunciar la República Popular del Congo, durant la solemnitat del Partit Congolès dels Treballadors. El president del partit era Ngouabi, i tenia un comitè central compost per 30 membres.
El gener de 1970, el país va passar a anomenar-se República Popular del Congo, adoptant com a símbols nacionals la bandera vermella, la falç i la martell, emblemàtics dels països socialistes. El Congo va consolidar el seu règim marxista, i va esdevenir el primer país comunista africà.
El mateix any, l'exèrcit va aturar un intent de cop d'estat contra el president, liderat per l'extinent Pierre Xitonga, i van executar tots els conspiradors, menys l'exministre de defensa, Augustin Poignet, que va aconseguir fugir. Aprofitant això, van iniciar una purga general de tots els sospitosos de ser contraris al govern.

### Estat actual
Després de dècades de política marxista-leninista, i després del col·lapse de la Unió Soviètica, el Congo va completar una transició a una democràcia multipartidista amb eleccions a l'agost de 1992.
Tot i això, una guerra civil, entre el juny de 1997 i el desembre de 1999, que enfrontà les forces dels dos candidats a president, Denis Sassou Nguesso i Pascal Lissouba, va acabar amb la invasió de tropes de països veïns i va reinstaurar l'antic president marxista, Sassou-Nguesso.

## Geografia

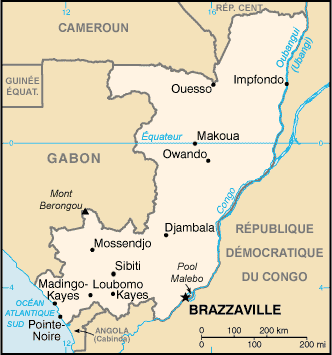
Congo

### Llengües
Les llengües oficials o nacionals de la República del Congo són: el lingala, el kituba i el francès. Al SIL International hi ha llistades 62 llengües de l'estat:
- Aka: 15.000 parlants a l'extrem nord-est del país.
- Akwa (llengua: 24.147 parlants al districte de Makoua (regió de Cuvette).
- Bangandu: es parla a la regió de Sangha, a prop de frontera amb Camerun.
- Beembe: 3.200 parlants al districte de Mouyondzi (regió de Bouenza).
- Bekwil: 9.600 parlants a la regió Sangha, a prop de les fronteres amb Camerun i Gabon. També es parla en aquests dos estats.
- Bobangi: 60.369 parlants al districte de Mossaka (regió de Cuvette), al riu Congo.
- Bomitaba: 9.599 parlants al districte d'Epena (regió de Likouala, al llarg del riu Likuala-aux-Herbes. També es parla a la República Centreafricana.
- Bomwali: 33.203 parlants a la regió de Sangha. També es parla al Camerun.
- Bongili: 4.000 parlants a prop del riu Sangha, a la regió homònima, al sud-est d'Ouesso. També hi ha uns quants parlants al sud-oest d'Ouesso.
- Bonjo: 3.000 parlants a prop del riu Oubangui, del riu Motaba i del riu Ibenga, als districtes dongou i Impfondo, a la regió de Likouala.
- Bwisi: 3.018 parlants al districte Kibangou, a prop de la frontera amb Gabon, a on també es parla.
- Dibole: 4.000 parlants al sud del districte d'Epena, al nord-est del Congo.
- Doondo: 3.018 parlants als districtes de Nkayi, Madingou, Mfouati i Boko-Songho, a la regió de Bouenza.
- Fang: 6.037 parlants en una petita zona de l'extrem nord-oest del país.
- Francès: 28.000 persones el tenen com a llengua materna.
- Gbaya: 2.000 parlants a la regió de Sangha, a prop de la frontera amb Camerun.
- Kaamba: 3.018 parlants a la regió de Bouenza, als districtes de Nkayi, Madingou, Mfouati i Boko-Songho.
- Kako: 9.055 parlants a l'extrem nord de Likouala, als rius Ibenga i Motaba.
- Kituba (llengua): 1.156.800 parlants, sobretot a la zona entre Brazzaville i Pointe-Noire, és una llengua criolla basada en el Kongo.
- Koongo: Es parla a l'oest i al nord-oest de Brazzaville, a la regió de Pool.
- Kota: 9.055 parlants a l'àrea de Liouesso, a la regió de Sangha. També a la regió de Cuvette, a l'oest de Mbomo.
- Koyo: 1.000 parlants al districte d'Owando (regió de Cuvette).
- Kunyi: 52.000 parlants a les regions de Bouenza i Niari, a prop de la frontera amb la República Democràtica del Congo.
- Laadi: 90.553 parlants a l'oest i al nord-oest de Brazzaville, al sud de la regió de Pool.
- Likuba: 30.184 parlants a la boca del riu Sangha.
- Likwala: 45.276 parlants a la regió de Cuvette.
- Lingala: 90.553 parlants, la majoria a Brazzaville i al nord del Congo.
- Lumbu: 3.018 parlants al districte de Kibangou, a la regió de Niari, entre Kibangou i la frontera amb Gabon.
- Mbandja: 9.055 parlants a l'extrem nord de la regió Likouala, a prop del riu Oubangui.
- Mbangwe: 1.509 parlants a la regió de Lekoumou, en petits grups al districte de Bambama.
- Mbere: 60.369 parlants, a la regió de Cuvette oest, als districtes de Kelle i d'Ewo. També es parla al Gabon.
- Mboko: 27.166 parlants a l'oest del districte de Makoua, a la regió de Cuvette.
- Mbosi: 108.361 parlants als districtes d'Owando i Mossaka, a la regió de Cuvette. També al districte d'Abala, a la regió Plateaux.
- Moi: 3.018 parlants a la riba occidental del riu Oubangui, a la boca del riu Alima, al sud de Mossaka.
- Monzombo: 6.000 parlants a l'extrem nord-est del país. També es parla a la República Centreafricana.
- Mpyemo: es parla a la regió de Sangha, a la frontera amb Camerun.
- Ndasa: 4.528 parlants a l'oest de Zanaka, a la regió de Lemokou. També es parla al Gabon.
- Ngbaka: 3.652 parlants a la regió de Likouala, en la confluència entre els rius Oubangui i Congo.
- Ngaka Ma'bo: 90.553 parlants al Congo.
- Ngom: 4.528 parlants al nord-oest de Mbomo, a la regió de Cuvette oest.
- Ngundi: 3.000 parlants a l'est d'Ouesso, a la regió de Sangha. També es parla a la República Centreafricana.
- Ngungwel: 45.000 parlants al districte de Gamboma (província Plateaux).
- Njebi: 15.092 parlants al districte de Mayoko, a la província de Niari.
- Njyem: 3.500 parlants (el 85% monolingües) al districte de Souanke, a la regió de Sangha.
- Ombamba: 15.092 parlants a la regió de Lekoumou, al districte de Bambama. També es parla al Gabon.
- Pomo: 5.433 parlants al nord d'Ouesso, a la frontera amb el Camerun i la República Centreafricana.
- Punu: 9.055 parlants a la regió de Nyari, a la frontera amb Gabon.
- Suundi: 120.737 parlants a les regions de Kimongo i Niari. Al sud-est de Makabana, cap a la frontera amb la República Democràtica del Congo.
- Teke-Eboo: 20.379 parlants a la regió de Pool. També es parla a la República Democràtica del Congo.
- Teke-Fuumu: 8.150 parlants a la regió de Pool. Al nord de Brazzaville.
- Teke-Ibali: 36.221 parlants a la regió de Pool, a prop de Brazzaville.
- Teke-Kukuya: 38.787 parlants a l'est del riu Leketi, al districte de Lekana.
- Teke-Laali: es parla al sud de Komono, a la regió de Lekoumou.
- Teke-Nzikou: es parla a la regió de Plateaux, al voltant de Djambala.
- Teke-Tege: 49.291 parlants a la regió de Cuvette, als districtes d'Exo i Okoyo. També a la regió de Plateaux. També es parla al Gabon.
- Teke-Tsaayi: 95.926 parlants al nord i a l'est de Mossendjo, a la regió de Lekoumou.
- Teke-Tyee: 14.400 parlants a Bouenza, a la regió de Lekoumou.
- Tsaangi: 13.583 parlants al nord i nord-oest de Mossendjo, a la regió de Niari. També es parla al Gabon.
- Vili: 7.305 parlants a la costa entre les fronteres entre Angola i Gabon. També a l'illa Yoombe. També es parla al Gabon.
- Wumbvu: Es parla a la regió de Niari, a la frontera gabonesa.
- Yaka: 10.000 parlants al voltant de Sibiti, a la regió de Lekoumou.
- Yombe: 347.723 parlants al Congo.

A més a més, també es parla grec (400 parlants), hausa (4.000), portuguès (600) i sango (54.000).